# Celiprolol
Celiprolol es el nombre genérico de un medicamento que actúa como bloqueador de los receptores β1 cardioselectivos, es decir que sus acciones son específicas en el corazón antes de llegar a ser efectivas en el pulmón, por lo que está indicado en medicina—sola o combinado con otros medicamentos—para el tratamiento de la hipertensión arterial.

## Selectividad β2
El celiprolol muestra un efecto neutral sobre receptores β2 en el bronquio pulmonar, sin provocar bronco-constricción, por el contrario, demuestra en algunos estudios un efecto broncodilatador leve y una reducción de la resistencia pulmonar total, a diferencia de lo que ocurre con propranolol y nadolol. El mecanismo exacto de la acción de celiprolol en el músculo bronquial no está aclarado, pero se ha postulado que su acción broncodilatadora leve o indiferente se debería a su efecto simpaticomimético intrínseco (ISA).